# Sitarolo Julu
Sitarolo Julu is een bestuurslaag in het regentschap Padang Lawas van de provincie Noord-Sumatra, Indonesië. Sitarolo Julu telt 267 inwoners (volkstelling 2010).